# Еш-сюр-Сур
Еш-сюр-Сур (люксемб. Esch-Sauer, фр. Esch-sur-Sûre, нім. Esch-Sauer) — місто в Люксембурзі, що утворює собою окрему комуну. Входить до складу кантону Вільц в окрузі Дикірх.

## Географія
Площа території комуни становить 6,76 км² (115-е місце за цим показником серед 116 комун Люксембургу).
Найвища точка комуни над рівнем моря — 495 метрів (27-е місце за цим показником серед комун країни), найнижча — 267 метрів (78-е місце).

## Демографія
Станом на 2011 рік на території комуни мешкало 324 ос.
Динаміка чисельності населення: